# 絶景色
『絶景色』（ぜっけいしょく）は日本のヴィジュアル系バンド、アリス九號.の4作目のアルバムであり、1作目のフルアルバム。2006年4月26日発売。

## 概要
- 完全初回限定版：CD＋「ヴェルヴェットPV」DVD付き
- 通常版：初回限定盤と同収録内容CDのみ
- シングル作品「FANTASY」と「九龍-NINE HEADS RODEO SHOW-」収録
- 2006年5月に本作品を提示したツアー「君ノ瞳ニ写ルハ絶景色」を行った。

## 批評
CDジャーナルは「ポップス・テイストを多分に含んだ曲とアレンジが心地よく響く。何といっても歌メロの清涼感は、この手のシーンにはしばらくなかったものだ。とはいえ、ラルクからの影響が至るところに見られる。」と批評した。

## 収録曲
1. 光環
2. ヴェルヴェット
3. FANTASY
6thシングル。
4. 3.2.1.REAL-SE-
5. 春、さくらの頃
6. DEAD SCHOOL SCREAMING
7. 黒海の海月-Instrumental-
8. jelly fish
9. ワールドエンドアンソロジー
10. Q.
11. 九龍 -NINE HEADS RODEO SHOW-
5thシングル。
12. ARMOR RING

- 全曲 作詞:将 作曲:アリス九號.
- 原曲 ヒロト:#1・2・3・4・5・7  沙我:#6・8・12  虎:#9・10・11